# Tori Black

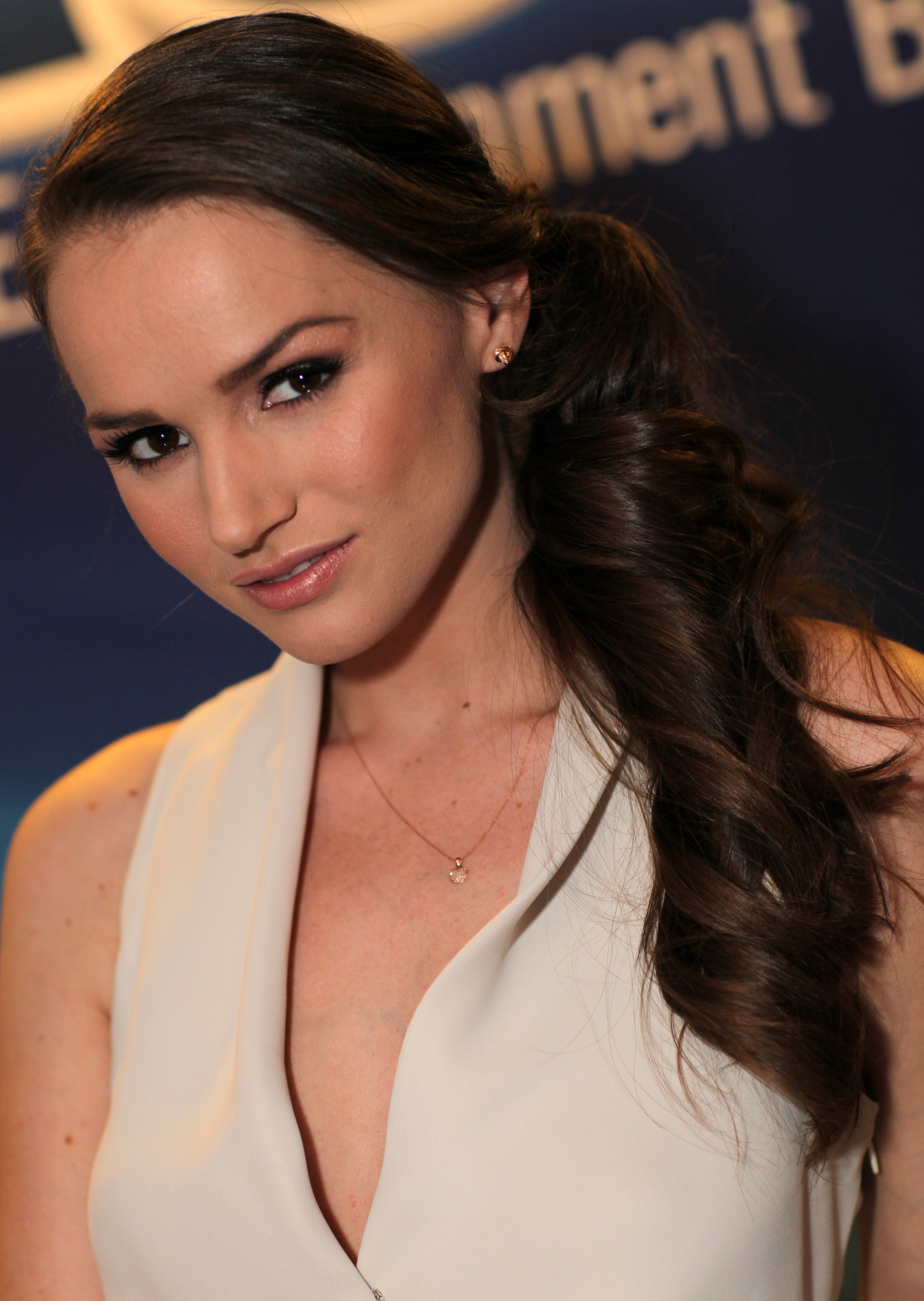
Tori Black bei der AVN Expo (2013)

Tori Black, auch Tory Black (* 26. August 1988 in Bainbridge Island, Washington, bürgerlicher Name Michelle Chapman), ist ein US-amerikanisches Fotomodell und Pornodarstellerin.

## Leben
Tori Black begann 2007 im Alter von 19 Jahren mit der Arbeit in der Hardcorebranche und hat seither über 200 Filme (unter anderem für die Studios Vivid Entertainment Group, Evil Angel, Wicked Pictures, Red Light District und Hustler Video) sowie Szenen für die Websites Naughty America, Brazzers und Bangbros gedreht. Zu ihren künstlerischen Leistungen gehören die Interracial Performances mit afro-amerikanischen Kollegen wie Mr. Marcus und anderen. Im Dezember 2008 war sie Pet of the Month des Penthouse-Männermagazins. Sie steht bei der Agentur LA Direct Models unter Vertrag.
Black konnte schon mehrere Male den AVN Award gewinnen, unter anderem zweimal als Female Performer of the Year 2010 und 2011.
Am 14. Oktober 2011 brachte sie ihr erstes Kind, einen Sohn, zur Welt. Im Februar 2013 gab Black bekannt, dass sie ein zweites Kind erwarte.

## Filmografie (Auswahl)
Die Internet Adult Film Database (IAFD) listet bis heute (Stand: Januar 2024) 840 Filme, in denen sie mitgewirkt hat.
- 2008–2010: Women Seeking Women 48, 49, 66
- 2008: Fresh Flesh
- 2008: Evil Pink 4
- 2009: Last Call
- 2009: Secret Diary of a Cam Girl
- 2009: Pin-Up
- 2009: The Itch
- 2009: I Wanna Bang Your Sister
- 2009: Jack’s POV 15
- 2009: Not The Cosbys XXX
- 2009: The 8th Day
- 2009: Oil Overload 3
- 2009: Masturbation Nation 2
- 2009: Scrubs: A XXX Parody
- 2009: Tori Black Is Pretty Filthy
- 2010: Performers of the Year 2010
- 2010: Mommy Got Boobs 9
- 2010: Evil Anal 11
- 2010: Batman XXX: A Porn Parody
- 2010: Lex the Impaler 5
- 2010: Speed
- 2010: Tori Black Is Pretty Filthy 2
- 2010: Performers of the Year 2011
- 2012: Official Hangover Parody
- 2014: Ray Donovan (Fernsehserie, Gastauftritt)
- 2017: Tori Black is Back
- 2017: Natural Beauties 6
- 2018: Icons No. 1
- 2018: Anal Beauty 11
- 2018: After Dark
- 2018: Interracial Icon 9
- 2018: Blacked Raw 11
- 2018: Naughty First Timers X-Cut 6
- 2019: The Art of Anal Sex 11
- 2019: Tushy Raw 1
- 2019: Anal Models 6
- 2019: Interracial & Anal 5
- 2019: Threesome Fantasies 5
- 2020: Mature Anal 2
- 2020: Take a Knee

## Auszeichnungen

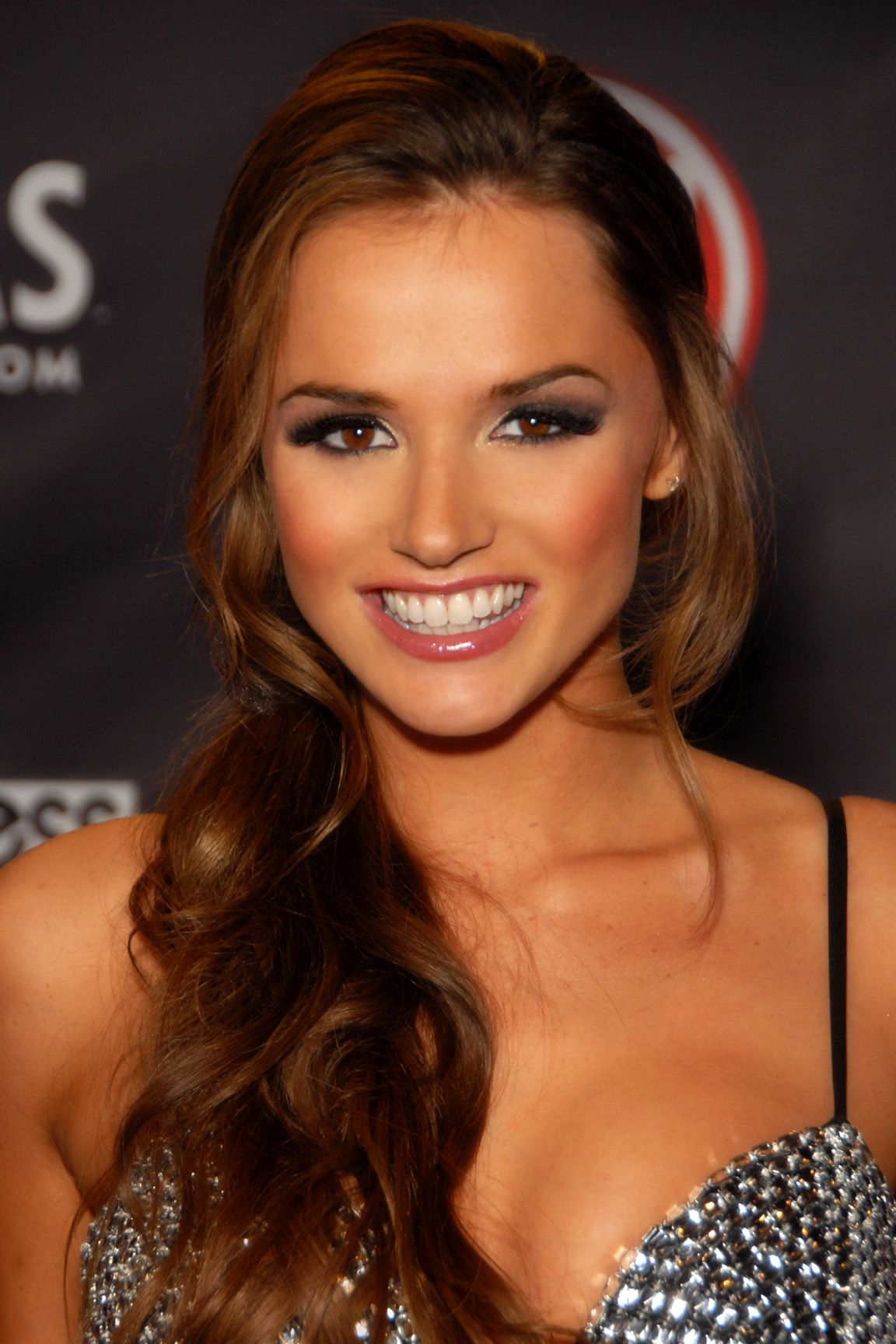
Tori Black bei den AVN Awards 2010

| Jahr | Preis          | Award                                                               | Film                            |
| ---- | -------------- | ------------------------------------------------------------------- | ------------------------------- |
| 2008 | CAVR Award     | Hottie of Year                                                      |                                 |
| 2009 | CAVR Award     | Performer of Year                                                   |                                 |
| 2009 | AEBN VOD Award | Best Newcomer                                                       |                                 |
| 2009 | XRCO Award     | Cream Dream                                                         |                                 |
| 2010 | CAVR Award     | Star of the Year                                                    |                                 |
| 2010 | AVN Award      | Best All-Girl Couples Sex Scene (mit Lexi Belle)                    | Field of Schemes 5              |
| 2010 | AVN Award      | Best All-Girl Three-Way Sex Scene (mit Poppy Morgan und Bree Olson) | The 8th Day                     |
| 2010 | AVN Award      | Best Gonzo Release                                                  | Tori Black Is Pretty Filthy     |
| 2010 | AVN Award      | Best Interactive DVD                                                | Interactive Sex With Tori Black |
| 2010 | AVN Award      | Best Tease Performance                                              | Tori Black Is Pretty Filthy     |
| 2010 | AVN Award      | Best Threeway Sex Scene (mit Mark Ashley und Rebeca Linares)        | Tori Black Is Pretty Filthy     |
| 2010 | AVN Award      | Female Performer of the Year                                        |                                 |
| 2010 | XRCO Award     | Female Performer of the Year                                        |                                 |
| 2010 | XBIZ Award     | Female Performer of the Year                                        |                                 |
| 2010 | AWMDB Fan Pick | Best Interracial Performer                                          |                                 |
| 2011 | AVN Award      | Best Oral Sex Scene                                                 | Stripper Diaries                |
| 2011 | AVN Award      | Best POV Sex Scene                                                  | Jack's POV 15                   |
| 2011 | AVN Award      | Best Sex Scene in a Foreign-Shot Production                         | Tori Black Nymphomaniac         |
| 2011 | AVN Award      | Female Performer of the Year                                        |                                 |
| 2011 | XRCO Award     | Female Performer of the Year                                        |                                 |
| 2011 | XOXO Award     | Best Blowjob of the Crew                                            |                                 |
| 2011 | Galaxy Award   | Best Female Performer                                               |                                 |